# Vuelo 590 de Ryan International Airlines
El vuelo 590 de Ryan International Airlines era un vuelo de carga que transportaba correo para el Servicio Postal de los Estados Unidos desde el Aeropuerto Internacional de Búfalo (BUF) en Búfalo, Nueva York, hasta el Aeropuerto Internacional de Indianápolis (IND) en Indiana, con una escala en el Aeropuerto Internacional de Cleveland (CLE) en Cleveland, Ohio. El 17 de febrero de 1991, el McDonnell Douglas DC-9-15RC que operaba el vuelo se estrelló durante el despegue desde Cleveland en condiciones de formación de hielo. Ambos pilotos, los únicos ocupantes de la aeronave, fallecieron en el accidente. La Junta Nacional de Seguridad en el Transporte (NTSB) determinó que las causas del accidente fueron la decisión de la tripulación de vuelo de no descongelar la aeronave y la falta de experiencia de la Administración Federal de Aviación (FAA), McDonnell Douglas y Ryan International Airlines con las condiciones de formación de hielo en aeronaves DC-9-10 (la variante más corta del DC-9).

## Antecedentes

### Aeronave
La aeronave involucrada era un McDonnell Douglas DC-9-15RC (Rapid Change) de 22 años de antigüedad, registrado como N565PC. El modelo -15 es una subvariante de la serie 10 del DC-9.
El avión realizó su primer vuelo en 1968 y fue entregado a Continental Airlines como aeronave de pasajeros en julio de ese mismo año, con el registro N8919. Operó con Continental durante cinco años. En octubre de 1973, fue transferido a Hughes Airwest y re-registrado como N9351. En octubre de 1980, pasó a manos de Republic Airlines, que operó la aeronave hasta junio de 1984, cuando fue convertida en carguero y entregada a Purolator Courier. Tres meses después, fue registrada como N565PC. En octubre de 1987, la aeronave fue transferida a Emery Worldwide Airlines. Ryan International Airlines comenzó a operar el avión en 1989, aunque seguía siendo propiedad de Emery Worldwide Airlines en el momento del accidente.

### Tripulación
El capitán era David Reay, de 44 años. Trabajaba para Ryan International Airlines desde 1989 y tenía 10,505 horas de vuelo, de las cuales 505 eran en el DC-9.: 5–6 
Se le describió como "un piloto con habilidades promedio que aceptaba bien las críticas" y "con buena autoridad de mando y un control suave de la aeronave". Sin embargo, había estado involucrado en dos sanciones disciplinarias en la aerolínea. La primera fue en agosto de 1990, cuando aterrizó un avión sin calcular correctamente los datos de aterrizaje. La segunda fue cuando utilizó una identificación no autorizada para acceder a la cabina de otra aerolínea. Recibió una advertencia escrita por la primera infracción y una advertencia verbal por la segunda.
Además, Reay había estado involucrado en un negocio en el que distribuyó material publicitario afirmando que tenía una asociación con la aerolínea. Luego de una conversación con el presidente de la empresa, retiró los materiales. Había hecho afirmaciones similares en un trabajo anterior, lo que le costó su puesto. A pesar de estas situaciones, no tenía antecedentes penales ni había estado involucrado en accidentes vehiculares.: 87–88 
El primer oficial era Richard Duney Jr., de 28 años, con mucha menos experiencia que el capitán Reay. Había ingresado a la aerolínea el 28 de enero de 1991, menos de un mes antes del accidente. Antes de unirse a Ryan International Airlines, había trabajado como piloto en una aerolínea regional entre 1986 y 1989, y luego fue primer oficial en un DC-9 de USAir, pero fue despedido en 1991. Tenía 3,820 horas de vuelo, de las cuales 510 eran en el DC-9.: 6, 88 
El jefe de pilotos de la aerolínea describió a Duney como "una persona muy amable y con ganas de hacer un buen trabajo". Sin embargo, el 28 de marzo de 1990, estuvo involucrado en un accidente automovilístico, aunque no se presentaron cargos. No tenía antecedentes penales.: 88 

### Condiciones meteorológicas
A las 23:50, el Servicio Meteorológico Nacional de EE. UU. (NWS) emitió el siguiente informe meteorológico en CLE:

Hora – 23:50; Tipo – informe especial; Cielo – indefinido, 1,500 pies cubiertos; Visibilidad – 1 milla variable; Clima – nieve ligera; Temperatura – 23°F; Punto de rocío – 19°F; Viento – 220° a 14 nudos; Altímetro – 29.91 pulgadas; Observaciones – alcance visual de la pista 5R de más de 6,000 pies, visibilidad variable entre ¾ de milla y 1½ millas.: 7 

La Unidad Nacional de Meteorología Aeronáutica (NAWU) advirtió a los pilotos que volaban hacia Ohio sobre la presencia de condiciones de formación de hielo y turbulencia. No había alertas AIRMET (información meteorológica para aviadores) activas.: 9–10 
El pronóstico del NWS para CLE era el siguiente:

Cielo a 1000 pies cubierto, visibilidad de 1 milla con nieve ligera y nieve arrastrada por el viento, viento de 220° a 20 nudos con ráfagas de hasta 30 nudos.
Ocasionalmente: cielo cubierto a 2000 pies, visibilidad de 4 millas con nieve ligera. Cortante de viento a baja altitud.
Después de las 23:00: cielo cubierto a 4000 pies, visibilidad de 5 millas con nieve ligera, viento de 210° a 18 nudos con ráfagas de hasta 28 nudos. Ocasionalmente: cielo cubierto a 2000 pies, visibilidad de 2 millas con nieve ligera y nieve arrastrada por el viento. Cortante de viento a baja altitud.
Después de las 07:00: cielo cubierto a 4500 pies, viento de 320° a 7 nudos, posibilidad de nieve ligera.
Después de las 14:00: condiciones VFR.: 9–10 

En otras palabras, el clima era peligrosamente frío, con una temperatura de 23 °F (-5 °C), suficiente para que el hielo se acumulara en la aeronave. El punto de rocío era 19 °F (-7 °C), había nieve ligera y vientos fuertes de 14 nudos (26 km/h), lo que aumentaba el riesgo de cortante de viento. Los pilotos solo podían operar bajo reglas de vuelo por instrumentos (IFR) hasta las 14:00 del día siguiente.: 10 

## Accidente

### 16 de febrero
El vuelo 590 despegó desde Búfalo a las 22:55, hora estándar del Este (EST), el 16 de febrero. Aterrizó en Cleveland a las 23:44.
Durante la aproximación del vuelo 590 a Cleveland, dos vuelos (uno que acababa de despegar y otro que estaba aterrizando) reportaron condiciones de formación de hielo. El controlador de aproximación informó a la tripulación del vuelo 590 durante su aproximación: "dos reportes de pilotos indican formación moderada de hielo rime desde los 7 pies (2,1 m) hasta la superficie durante el descenso, reportado por un 727, y también turbulencia moderada desde los 4 pies (1,2 m) hasta la superficie." La tripulación del vuelo 590 confirmó la transmisión.
Después de aterrizar, la aeronave rodó hasta la plataforma de carga de correo, donde se descargó el correo destinado a Cleveland y se cargó nuevo correo con destino a Indianápolis. Durante el tiempo que la aeronave estuvo estacionada, cayó nieve seca y con viento. A pesar de las bajas temperaturas, ninguno de los vuelos que partían de Cleveland (incluido el vuelo 590) solicitó deshielo. La tripulación del vuelo 590 no salió de la aeronave para inspeccionarla en busca de signos de formación de hielo, como lo requerían los procedimientos.

### 17 de febrero, accidente

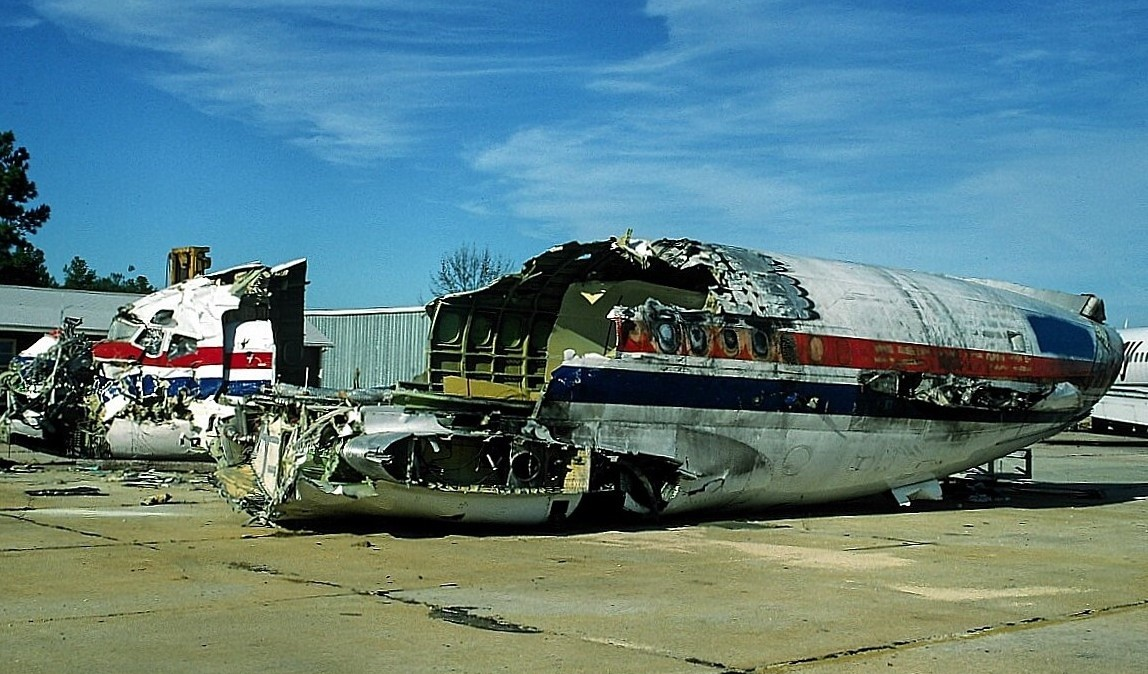
Los restos del avión accidentado.

A las 00:06 del 17 de febrero, el primer oficial Duney solicitó autorización de salida al control de tráfico aéreo (ATC). El controlador respondió:

"Ryan cinco noventa, autorización Cleveland, autorizado al aeropuerto de Indianápolis según lo presentado, ascender y mantener cinco mil, esperar nivel de vuelo dos seis cero doce minutos después del despegue, frecuencia de salida uno dos cuatro punto cero, código transpondedor cinco siete siete tres."

A las 00:08, debido a las bajas temperaturas y la nieve, los pilotos activaron el sistema anti-hielo de los motores, que utiliza calor del motor para evitar que los sensores se congelen y garantizar lecturas precisas de los instrumentos. La grabadora de voz de cabina (CVR) registró la siguiente conversación:

00:08:49 CAM-2: ¿Fuego?
00:08:50 CAM-1: Ahora está apagado.
00:08:52 CAM-2: Apagado. Energía eléctrica verificada. ¿Anti-hielo del motor?
00:08:55 CAM-1: Acabo de encenderlo.

A las 00:09, el primer oficial Duney solicitó autorización para rodar. El controlador de torre instruyó al vuelo a "rodar hacia la pista dos tres izquierda vía Juliet y la plataforma." Un minuto después, el controlador recordó a la tripulación las condiciones de frenado (ningún vuelo había aterrizado desde que el vuelo 590 estaba en tierra):

00:10:58 TWR: Ryan cinco noventa, la última condición de frenado que tuve fue cuando llegamos, creo que la calificaron como regular.
00:11:01 CAM-1: Correcto.
00:11:03 RDO-2: Cinco noventa, entendido.

A las 00:14, el vuelo 1238 de Continental Airlines informó al controlador de torre que estaba en aproximación a la misma pista. El controlador autorizó su aterrizaje, informándole sobre las condiciones de frenado del vuelo 590. A las 00:17, el vuelo 590 se alineó en la pista 23L y, un minuto después, recibió autorización para despegar:

00:18:17.5 TWR: Ryan cinco noventa, autorizado para despegar, volar rumbo de pista.
00:18:18 CAM-1: Encendido.
RDO-1: Bien, estamos en dos tres izquierda y apreciamos su ayuda.
00:18:24.4 TWR: De nada, viento dos tres cero a uno dos.

A las 00:18:24.6, el vuelo 590 inició su carrera de despegue desde la pista 23L. El sistema anti-hielo del motor estaba activado durante el despegue.El primer oficial Duney era el piloto al mando, y la CVR registró la siguiente secuencia:

00:18:24.6 [SONIDO DE AUMENTO DE VELOCIDAD DE MOTORES]
00:18:27.0 RDO-1: Hay... esos son vientos capitán.
00:18:31.1 CAM-1: Velocidad.
00:18:33.0 CAM-1: Motores estabilizados, potencia ajustada para el despegue.
00:18:39.4 CAM-1: 100 nudos.
00:18:44.9 CAM-1: V1.
00:18:45.9 CAM-1: Rotaf.
00:18:48.3 CAM-1: V2.
00:18:49.2 CAM-1: Más 10.
00:18:50.4 CAM-1: Tasa de ascenso positiva.
00:18:51.2 CAM-1: Cuidado.
00:18:51.7 CAM-1: Cuidado.
00:18:52.1 CAM-1: Cuidado.
00:18:52.3 [SONIDO SIMILAR A PÉRDIDA DE COMPRESIÓN DEL MOTOR]
00:18:53.1 [SONIDO SIMILAR A ACTIVACIÓN DEL STICK SHAKER]
00:18:55.5 [SONIDO DE PÉRDIDA DE COMPRESIÓN DEL MOTOR TERMINA]
00:18:56.0 [SONIDO DE STICK SHAKER SE DETIENE]
00:18:56.78 [SONIDO DEL PRIMER IMPACTO]
00:18:56.82 [SONIDO DE SEGUNDO IMPACTO MÁS FUERTE]
00:18:57.6 FIN DE GRABACIÓN

El capitán Reay ordenó "rotar" a las 00:18:45.9 y la aeronave despegó. Sin embargo, casi de inmediato, el avión comenzó a inclinarse hacia la izquierda, como indicó la grabadora de datos de vuelo.Esto también fue confirmado por el controlador de torre y varios testigos, algunos de los cuales incluso afirmaron haber visto una explosión antes del impacto.
Según la CVR, el capitán Reay gritó "cuidado" tres veces consecutivas. Ambos motores comenzaron a experimentar pérdidas de compresión y el stick shaker se activó durante aproximadamente tres segundos. La aeronave se inclinó 90° hacia la izquierda y entró en pérdida. A las 00:18:57, la aeronave impactó contra la pista 23L, primero con el ala izquierda y luego con el fuselaje.
El avión volcó y se deslizó por la pista, provocando la separación y destrucción de la cabina y la parte frontal del fuselaje.Ambos pilotos murieron instantáneamente por traumatismos extremos.Los pasajeros y la tripulación del vuelo 1238 de Continental Airlines presenciaron el accidente.

## Investigación
Menos de una hora después del accidente, la NTSB fue notificada. Un equipo de investigadores viajó a Cleveland cuatro horas más tarde.: 57  El Servicio Postal de los Estados Unidos y los trabajadores del aeropuerto recuperaron el correo que no fue destruido en el accidente.
El ala izquierda y el motor número uno (izquierdo) fueron destruidos durante la secuencia del accidente, pero el ala derecha y el motor número dos (derecho) permanecieron mayormente intactos. El motor número uno tenía una alta velocidad de rotación en el momento del impacto.: 13–14  Los flaps estaban extendidos a 20° en el momento del impacto, aunque la palanca de los flaps (parcialmente doblada por el impacto) estaba posicionada cerca de 30°.: 16–17  El estabilizador horizontal estaba ajustado a 34° nariz arriba. Los interruptores de calor del sistema de anti-hielo del motor estaban en la posición "ON" en el momento del impacto.: 16–17  A pesar de que algunos testigos afirmaron que la aeronave estaba en llamas o explotó antes del impacto, la única explosión y fuego ocurrieron durante la secuencia del impacto.: 16 
Según la grabadora de voces en cabina (CVR), la información más relevante se registró durante la secuencia de despegue, incluyendo los anuncios del capitán Reay, así como la activación del stick shaker y las pérdidas de compresor en los motores.: 18–19  De acuerdo con la grabadora de datos de vuelo (FDR), la aeronave alcanzó una velocidad máxima de 155 nudos (178 mph; 287 km/h) durante su vuelo.: 20  El stick shaker se activó a 150 nudos (173 mph; 278 km/h). El Vuelo 590 experimentó una caída repentina en la aceleración normal hasta 0.7 g durante el despegue.: 26  La NTSB comparó el despegue del Vuelo 590 con el de otro DC-9-10 en condiciones similares, encontrando que la aceleración en los vuelos de comparación solo descendió hasta aproximadamente 0.9 g durante el despegue.: 27 
La NTSB examinó otros accidentes relacionados con formación de hielo, como el Vuelo 982 de Ozark Air Lines, el Vuelo 90 de Air Florida y el Vuelo 1713 de Continental Airlines. Tras el accidente del Vuelo 1713, McDonnell Douglas publicó un informe advirtiendo sobre la acumulación de hielo en los DC-9.: 29–31  La FAA también había rechazado una recomendación de seguridad derivada del accidente del Vuelo 1713 (denominada A-88-134), que recomendaba deshielar los aviones DC-9-10 con glicol más fuerte en condiciones de formación de hielo.
El manual de operaciones de la tripulación de los DC-9 de Ryan International Airlines (FCOM) requería que el primer oficial inspeccionara la aeronave en busca de hielo después del aterrizaje en condiciones de formación de hielo. Sin embargo, según testigos en tierra, ninguno de los dos tripulantes abandonó la aeronave mientras estuvo estacionada. La NTSB consideró que esto se debió a la experiencia previa de la tripulación con variantes más grandes del DC-9, las cuales tienen dispositivos de borde de ataque y son menos vulnerables a la acumulación de hielo. También se tomó en cuenta el hecho de que ningún otro vuelo solicitó deshielo antes del despegue.
La NTSB incluso analizó la posibilidad de que la fatiga fuera un factor en el accidente y en la falta de inspección de la aeronave. La tripulación había estado operando la misma ruta durante seis días consecutivos, y el capitán Reay posiblemente tenía un resfriado. Los horarios de vuelo exigentes pueden dificultar la recuperación de enfermedades y contribuir a la fatiga. Sin embargo, la NTSB no encontró suficiente evidencia para determinar si la fatiga influyó en el accidente.: 45–48 
La NTSB también destacó que tanto Douglas como la FAA estaban al tanto de accidentes previos del DC-9 en condiciones de formación de hielo, pero no implementaron medidas de supervisión adecuadas. Además, Ryan International Airlines desconocía estos antecedentes cuando adquirió sus DC-9.: 49 

### Conclusión
La NTSB publicó su informe final casi nueve meses después, afirmando:

La Junta Nacional de Seguridad en el Transporte determina que la causa probable de este accidente fue la falla de la tripulación de vuelo en detectar y eliminar la contaminación por hielo [causada por condiciones de congelación; en este caso, el clima en tierra: 45 ] en las alas del avión, lo que fue en gran parte resultado de la falta de una respuesta adecuada por parte de la Administración Federal de Aviación, Douglas Aircraft Company y Ryan International Airlines ante el efecto crítico conocido que incluso una cantidad mínima de contaminación tiene en las características de pérdida de sustentación del avión DC-9 serie 10. La contaminación por hielo provocó la pérdida de sustentación en las alas y la pérdida de control durante el intento de despegue.: 44 

La NTSB determinó que el accidente fue causado por la contaminación por hielo como resultado de que la tripulación de vuelo no realizó una inspección externa de la aeronave después de aterrizar en clima frío, así como la falta de respuesta adecuada de la FAA, McDonnell Douglas y Ryan International Airlines ante accidentes previos relacionados con hielo, y su falta de comprensión sobre las condiciones de congelación en la aeronave DC-9-10.: 49 
Se emitieron seis recomendaciones de seguridad a la FAA y se reiteró la recomendación A-88-134. Sin embargo, la FAA nuevamente no estuvo de acuerdo con esta recomendación.: 53 

### Otras opiniones
El presidente de la NTSB, James L. Kolstad, y la vicepresidenta Susan Coughlin emitieron declaraciones en desacuerdo; ambos coincidieron en que el error del piloto fue la causa del accidente, aunque también afirmaron que la falta de comprensión adecuada sobre el deshielo por parte de la industria aérea en general fue un factor en el accidente.Kolstad declaró:

Mis colegas creen que esta última falla –la falta de inspección– fue el resultado de un desempeño organizacional deficiente. La aeronave en cuestión es especialmente susceptible a problemas de sustentación con hielo en las alas. Debido a que este problema era conocido pero aparentemente no se comunicó claramente a la tripulación del accidente, la mayoría cree que la aerolínea, el fabricante de la aeronave y la Administración Federal de Aviación estuvieron directamente relacionados con la causa de este accidente.: 54 

La vicepresidenta Coughlin declaró que la NTSB debería revisar su causa probable para que dijera lo siguiente:

La Junta Nacional de Seguridad en el Transporte determina que la causa probable de este accidente fue la falla de la tripulación de vuelo en detectar y eliminar la contaminación por hielo en las alas del avión, en parte debido a la falta de una acción cohesiva por parte de la comunidad aeronáutica en general en relación con el efecto crítico conocido que incluso una cantidad mínima de contaminación tiene en las características de pérdida de sustentación del avión DC-9 serie 10, lo que puede llevar a una pérdida de sustentación en las alas y a la pérdida de control durante un intento de despegue.: 56 

La NTSB no revisó su causa probable en el caso del Vuelo 590. Sin embargo, cuando el Vuelo 405 de USAir se estrelló en 1992 en condiciones de hielo, la NTSB declaró que la falta de supervisión en la industria aérea fue un factor en ese accidente.